# 中国不等蛤
，是莺蛤目银蛤科银蛤属的一种。主要分布于韩国、中国大陆、台湾，常栖息在潮间带中、下区或潮下带浅水域。